# Письмо из Трансильвании
«Письмо из Трансильвании» — дебютный альбом новой группы «КняZz», основателем и лидером которой является Андрей Князев (Князь), бывший солист группы «Король и Шут». Работу над новым материалом группа начала весной 2011 года, когда Андрей Князев объявил, что не будет участвовать в постановке мюзикла «TODD», а займется сольным проектом.
Первые три песни альбома были выложены в интернет, как интернет-сингл «Человек-Загадка», в него вошли: «Вервольф», «Воланд прав!», «Человек-Загадка», последняя из которых попала в ротацию Нашего радио, в частности хит-парад «Чартова дюжина», где несколько недель занимала верхнюю строчку. Впоследствии ещё одна песня с альбома — «В пасти тёмных улиц» вошла в этот хит-парад, за месяц участия достигнув верхней строчки.
Песня «Бей, Фреди!» была придумана Князем ещё в 1995 году, вместе с братом и группой «Король и Шут». До появления в «Письме из Трансильвании» песня не включалась ни в один альбом и не исполнялась ни на одном концерте.
Песня «Вервольф» была создана на основе песни «Оборотень пред тобой» (музыка была использована в песне «Невидимка» для альбома «Тень клоуна»)
Композиция «Письмо из Трансильвании» изначально была предложена Михаилу Горшенёву для зонг-оперы TODD, но песню не приняли и Андрей включил её в свой дебютный альбом.
Песню «Человек-загадка» Князь написал в 16 лет и предлагал использовать её в Король и шут, но музыканты отказывались брать её в работу.
Запись альбома была закончена в конце августа 2011 года. Сами музыканты с большим воодушевлением работали над альбомом.
Альбом вышел в свет 6 октября 2011 года. Треклист состоит из 12 песен + бонус-трек «Стальные кандалы» в новой аранжировке.

Этой работой я доволен на все 100 %. У ребят из группы горели глаза, и это не могло не отразиться на конечном результате. Все, что мы хотели — мы сделали, и получилось даже лучше, чем я предполагал. Я счастлив не только презентовать новый материал на концертных площадках, но и готовиться к следующей записи.
— Официальный сайт Андрея Князева
Оформление было сделано Андреем Князевым, он собственноручно нарисовал обложку и буклет к альбому.
Презентация альбома в Санкт-Петербурге состоялась 30 октября, а в Москве 11 ноября, после чего у группы начался масштабный тур в поддержку альбома.

## Список композиций
Слова и музыка всех песен — Андрей Князев.
| №   | Название                        | Длительность |
| --- | ------------------------------- | ------------ |
| 1.  | «Адель»                         | 4:28         |
| 2.  | «В пасти тёмных улиц»           | 4:16         |
| 3.  | «Вервольф»                      | 2:30         |
| 4.  | «Байкеры»                       | 3:33         |
| 5.  | «Бей, Фреди!»                   | 3:30         |
| 6.  | «Человек-Загадка»               | 4:54         |
| 7.  | «Серый Кардинал»                | 3:23         |
| 8.  | «Мистер Шок»                    | 4:10         |
| 9.  | «Триумф»                        | 3:03         |
| 10. | «Письмо из Трансильвании»       | 3:41         |
| 11. | «Алло, гараж!»                  | 3:43         |
| 12. | «Воланд прав!»                  | 3:13         |
| 13. | «Стальные кандалы» (Бонус-трек) | 2:39         |

## Музыканты
Группа «КняZz»
- Андрей Князев — вокал, музыка, тексты.
- Дмитрий Ришко — скрипка, гитара (1,9), акустическая гитара (10), клавишные, бэк-вокал.
- Владимир Стрелов — электрогитара, акустическая гитара, бэк-вокал.
- Дмитрий Наскидашвили — лидер-бас-гитара, бэк-вокал.
- Станислав Макаров — труба.
- Павел Лохнин — ударные.
- Евгений Дороган — клавишные.

Сессионные участники
- Лена Тэ — виолончель (6, 10).